# Federazione italiana volontari della libertà
La Federazione italiana volontari della libertà (FIVL) è una federazione di partigiani di area cattolica, militare e autonoma nata nel 1948, dalla scissione dall'Associazione Nazionale Partigiani d'Italia.
Divenuta persona giuridica con il DPR 16 aprile 1948 n. 430, ha sede in Roma. Una sede secondaria si trova a Milano.

## Storia

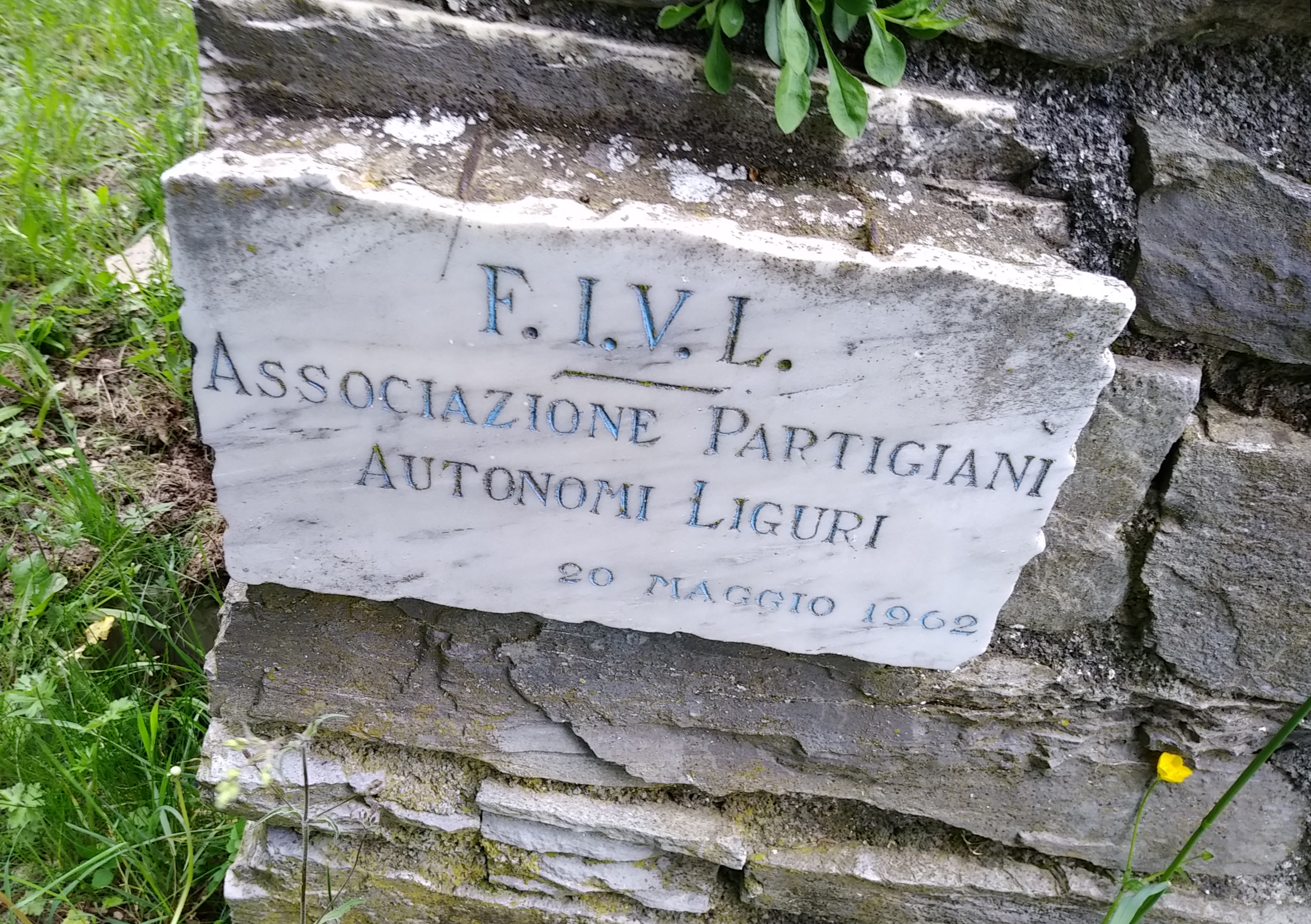
Lapide della FIVL alla Colla Baltera (SV)

Nel marzo del 1947, autorevoli esponenti della Resistenza italiana, riuniti a Milano, su iniziativa di Enrico Mattei, decisero di dar vita all'«Associazione partigiani cristiani» (APC), un'associazione tra partigiani di ispirazione cristiana, autonoma ma all'interno dell'ANPI.
L'ANPI celebrò il primo congresso nazionale a Roma dal 6 al 9 dicembre 1947. Durante le assise emersero contrasti fra le varie organizzazioni che avevano partecipato alla Resistenza, soprattutto di ordine politico (le sinistre, gli azionisti e i cattolici avevano tre visioni diverse e incompatibili, sia dello Stato che dei rapporti con l'URSS).
Essendo i contrasti divenuti insanabili, gli azionisti e i cattolici uscirono dall'ANPI. Gli azionisti andranno nella Federazione italiana delle associazioni partigiane (FIAP).

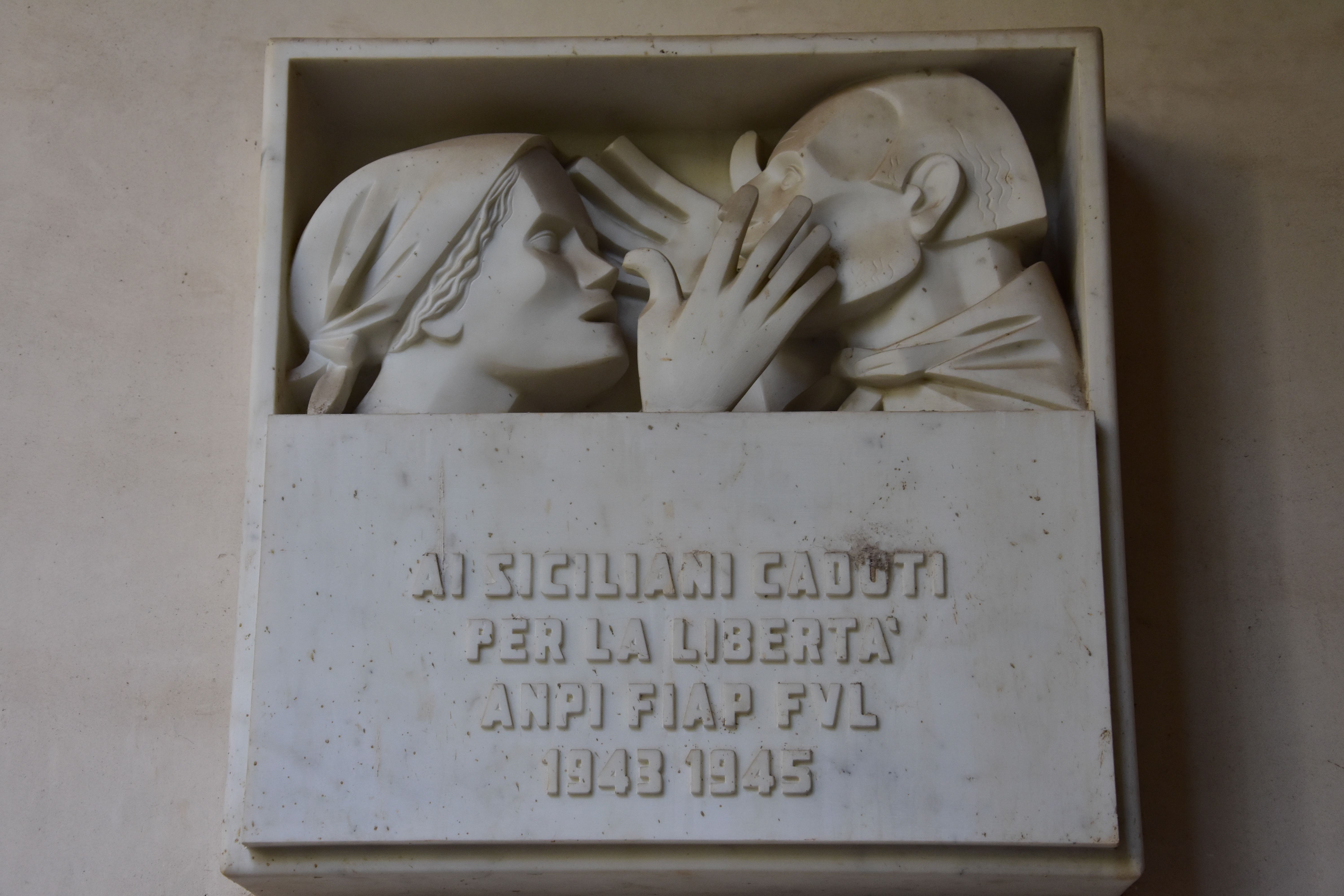
Scultura per i Caduti siciliani nel chiostro di San Domenico (Palermo) dell'ANPI FIAP FVL

Nel marzo 1948 l'APC e altre 22 associazioni partigiane (cattoliche e autonome) uscirono dall'ANPI costituendo la Federazione italiana volontari della libertà (FIVL), con presidente il generale Raffaele Cadorna jr., già comandante del Corpo volontari della libertà.
Facevano parte del primo consiglio direttivo nazionale, oltre al gen. Cadorna: Enrico Mattei, Mario Argenton, Eugenio Cefis, Edmondo (mondo) Diaceri,  Mario Ferrari Aggradi, Giovanni Marcora, Paolo Emilio Taviani, Aurelio Ferrando, Aldo Sacchetti, Lelio Speranza, le medaglie d'oro al valor militare Paola Del Din, Rino Pachetti, Enrico Martini ("Mauri") ed altri esponenti della Resistenza. Il successivo 15 aprile 1948 l'associazione fu riconosciuta ente morale.
Nel 1960 Cadorna cedette la presidenza ad Enrico Mattei. Dopo la morte di Mattei (1962) furono eletti presidenti: Mario Argenton, Aurelio Ferrando ("Scrivia") e poi Paolo Emilio Taviani. Nei primi Anni Settanta del Novecento ne fu vice-presidente il liberale Edgardo Sogno, che però venne espulso dall'associazione alla fine del 1974 a seguito delle accuse per la sua presunta partecipazione ad un progetto di golpe.
Nel 2016 è stato eletto presidente Francesco Tessarolo, il primo non proveniente, per ragioni anagrafiche, dalle file della Resistenza.
Nel 2021 in occasione della Festa della Repubblica, la FIVL assieme ad altre nove associazioni partigiane e dei deportati (tra cui l'ANPI e la FIAP) ha dato vita al Forum della associazione antifasciste e della Resistenza, con lo scopo di perpetuare la memoria del valore della Guerra di Liberazione e dei valori costituzionali.

## Finalità
La FIVL è un'associazione apolitica e apartitica che ha come scopi:
- conservare lo spirito della Resistenza;
- ricordare i caduti per la Lotta di Liberazione, prestando opera di assistenza morale e materiale ai loro congiunti e famigliari;
- assistere e tutelare gli interessi degli appartenenti al Corpo volontari della libertà;
- promuovere attività culturali, con attenzione anche al mondo della scuola (come ad esempio la raccolta della documentazione su fatti e avvenimenti inerenti alla Resistenza) al fine di stimolare l'interesse dei giovani a conoscere, specie dalla viva voce dei protagonisti, la storia della nascita della Repubblica attraverso la lotta di liberazione.

## Soci
La FIVL è costituita da coloro che hanno lottato per la libertà, ed in particolare nella resistenza, in qualità di partigiani, patrioti e benemeriti: i componenti dei Comitati di Liberazione Nazionale, i militari inquadrati a fianco delle Forze Alleate (Corpo italiano di liberazione - CIL), i reduci dall'internamento, dalla deportazione e dalla prigionia, i perseguitati politici.
Dal 2011 si è aperta anche a coloro che, essendo familiari di partigiani o liberi cittadini e cittadine, ne accettino e ne condividano gli scopi.

## Posizioni nel dibattito politico
Anche la FIVL si è espressa in più casi sui massacri delle foibe; per esempio nel sito ufficiale riportano l'intervento dello storico Andrea Giannasi, ed in particolare 

## Albo dei presidenti della FIVL
- Raffaele Cadorna jr (1948-1960)
- Enrico Mattei (1960-1962)
- Enrico Martini Mauri f.f. (1962-1963)
- Mario Argenton (1963-1966)
- Aurelio Ferrando (1966-1972)
- Paolo Emilio Taviani (1972-2001)
- Gerardo Agostini (2001-2004)
- Paola Del Din Carnielli (2004-2008)
- Ermes Gatti (giugno - dicembre 2008)
- Guido De Carli (2008 - 2016)
- Francesco Tessarolo (2016 - 2022)
- Roberto Tagliani (2022 - ad oggi)

## Organizzazioni federate
La FIVL (sito istituzionale ufficiale www.fivl.eu) riconosce le seguenti associazioni federate:
- Associazione “Fiamme Verdi” Brescia
- Associazione Apuana Volontari della Libertà Massa Carrara
- Associazione Bergamasca Combattenti per la Libertà
- Associazione Brigate del Popolo Senago (MI)
- Associazione Deportati e Perseguitati Politici
- Associazione Garibaldini Indipendenti
- Associazione Liberi Partigiani Italiani Parma
- Associazione Liberi Partigiani Italiani Reggio Emilia
- Associazione Nazionale Divisione Acqui
- Associazione Partigiana “Ignazio Vian” Cuneo
- Associazione Partigiana “Osoppo” Friuli
- Associazione Partigiani Autonomi Valle d'Aosta-Châtillon
- Associazione Partigiani Cristiani
- Associazione Regionale Volontari Libertà Firenze
- Associazione Volontari della Libertà Belluno
- Associazione Volontari della Libertà Forlì
- Associazione Volontari della Libertà Gorizia
- Associazione Volontari della Libertà Imperia
- Associazione Volontari della Libertà Italiana Buenos Aires
- Associazione Volontari della Libertà Liguria
- Associazione Toscana Volontari della Libertà
- Associazione Volontari della Libertà Padova
- Associazione Volontari della Libertà Piemonte
- Associazione Volontari della Libertà Savona
- Associazione Volontari della Libertà Treviso
- Associazione Volontari della Libertà Trieste
- Associazione Volontari della Libertà Venezia
- Associazione Volontari della Libertà Verona
- Associazione Volontari della Libertà Vicenza
- Centro “XXV Aprile” (ex Centro Savona Libera)
- Circolo Partigiano “Bisagno”
- Delegazione F.I.V.L. Australia
- Raggruppamento Autonomo Padano
- Raggruppamento Divisioni Patrioti “Alfredo Di Dio”
- Unione Autonoma Partigiani Sardi